# ワルシャワ歴史地区
ワルシャワ歴史地区（ワルシャワれきしちく、ポーランド語：Stare Miasto, "Starówka"）は第二次世界大戦後に再建された歴史地区である。この地区は、ヴィスワ川沿いのWybrzeże Gdańskie通り、およびGrodzka通り、Mostowa通り、Podwale通りに沿って位置する。ワルシャワ市の最も古い地区であり、同市における最も傑出した旅行者向け観光地の一つである。
エリアの中心は旧市街マーケットプレイス（市場広場）で、レストラン、カフェ、商店がある。通りを囲むように、再現された中世の建造物がある。城壁、城楼（barbican）および聖ヨハネ大聖堂（St. John's Cathedral）などがある。

## 歴史
ワルシャワの旧市街は13世紀に建設された。当初は土塁で囲まれていたが、1339年までに煉瓦の城壁による城郭都市とされた。市街は、マゾフシェ公の城（後にポーランド王の城となる）の周りで独自に発展していった。市場広場 (Rynek Starego Miasta) は13世紀末から14世紀初頭には、城とワルシャワ新市街（Warsaw New Town）をつなげる、北へとのびる主要な通り沿いに建設されたと思われる。
1429年、市庁舎が建設された。1701年には広場がドイツ人のドイツのティルマンによって再建され、1817年には市庁舎は取り壊された。19世紀以来、市場広場の四隅は、それぞれの角にかつて住んだ特筆すべきポーランド人の名前で呼ばれてきた。すなわち、南側がIgnacy Zakrzewskiであり、西側がHugo Kołłątajであり、北側がJan Dekertであり、そして東側がFranciszek Barssである。
19世紀のワルシャワの急速な成長の時期、旧市街は、商業および行政の重要な中心としての地位を失った。旧市街の殆どは無視され、ワルシャワっ子のうちでも貧困層が集まるようになった。第一次世界大戦後にポーランドが独立を得るまで、地元当局はこの町のこの地区のために注意を払うことをしようとしなかった。
1918年にワルシャワ王宮は再びポーランドの最上級の権威者、すなわちポーランド大統領やその首相の執務地になった。1930年代後半、Stefan Starzyński市政下、市当局は旧市街の一新を開始し、かつての栄光を復元しようとした。城楼と旧市街のマーケット・プレイスは部分的に修復された。しかし、これらの努力は 第二次世界大戦の勃発によって終わりへと追い込まれた。
ポーランド侵攻の間、旧市街地区の殆どがドイツ空軍によってひどいダメージを受けた。ドイツ空軍は、恐怖爆撃の際、街の王宮地区および歴史的ランドマークを標的に絞った。ワルシャワの戦いの後、旧市街の一部が再建されたが、1944年の8月から10月までのワルシャワ蜂起ののち再び、ドイツ陸軍によって計画的に爆破された。暴動を記念する彫像"the Little Insurgent" は現在旧市街の中世の城壁に建設されている。
第二次世界大戦の後、廃墟と化した旧市街は社会主義に基づくソビエト流の町に作り替える計画によって消滅の危機にさらされたが、「意図と目的をもって破壊された街並みは意図と目的をもって復興させなければならない」という信念と「失われたものの復興は未来への責任である」という理念の下、再びポーランド人自身によって厳密に再建された。もともとの建物に使用された煉瓦はできるだけ再利用された。破片はふるいにかけられ、再利用できる要素はもともとあった場所に再度挿入された。ベルナルド・ベッロットの18世紀のヴェドゥータ（都市風景画）は、戦間期にワルシャワ工科大学の建築学科の生徒が描いた写生と同様、再建努力の根本的なよりどころとして使用された。
一方、旧王宮は戦後も爆破後の廃墟のままの姿であったが、旧王宮の復興を許可すれば、ポーランドには過去に社会主義でない歴史が長くあったことを伝える証拠となってしまうというポーランド統一労働者党（PZPR）政権の方針によって、1971年まで復興が差し止められていた。そして、旧王宮の再建が開始されたことによって、ワルシャワの戦いの最中に隠されていた美術品や装飾が再び配置され、1970年代半ばより国立博物館の一部や祭典会場として使われるようになった。

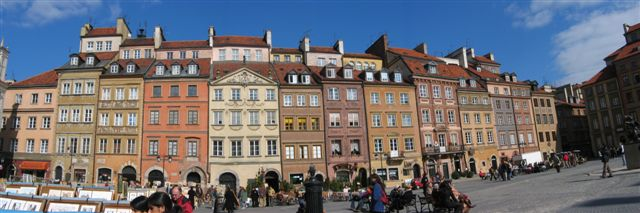
パノラマ: ワルシャワ旧市街のマーケット・プレイス

## 世界遺産登録基準
この世界遺産は世界遺産登録基準のうち、以下の条件を満たし、登録された（以下の基準は世界遺産センター公表の登録基準からの翻訳、引用である）。
- (2) ある期間を通じてまたはある文化圏において、建築、技術、記念碑的芸術、都市計画、景観デザインの発展に関し、人類の価値の重要な交流を示すもの。
- (6) 顕著で普遍的な意義を有する出来事、現存する伝統、思想、信仰または芸術的、文学的作品と直接にまたは明白に関連するもの（この基準は他の基準と組み合わせて用いるのが望ましいと世界遺産委員会は考えている）。

### 特記事項
世界遺産登録の際、破壊からの「復元文化財」は登録に値しないという理由から登録が危ぶまれたが、世界遺産登録の中心となったワルシャワ工科大学教授ヤン・ザフファトヴィッチは「旧市街は復元されたからこそ登録に値する。もし旧市街が破壊と復興の歴史がなく、残っていなければ登録しようとも思わない」と説得した。
この結果、「ワルシャワ旧市街」は「破壊からの復元および維持への人々の営み」が評価された最初の世界遺産となった（世界遺産登録への経緯は2007年4月28日放映のNHK総合テレビ『探検ロマン世界遺産』「よみがえる街 未来への懸け橋～ポーランド・ワルシャワ～」で紹介された）。